# Candelaria Figueredo
Candelaria Figueredo y Vázquez, “Canducha” como cariñosamente se le llamaba, nació en Bayamo, provincia de Oriente, Cuba en el año de 1852. Fue una gran patriota de las luchas independentistas de su país,demostrando la valía de la mujer y cuánto pueden hacer.

## Padres
Su padre fue Pedro Figueredo y Cisneros, abogado y patriota cubano, y su madre Isabel Vázquez y Moreno.

## Educación
Se educó en un hogar netamente cubano, ya que su progenitor fue uno de los principales colaboradores de Carlos Manuel de Céspedes.

## La abanderada de las guerras de independencia cubana
En la época en que estalló la Guerra de los Diez Años, Candelaria tenía 17 años.
Al comunicar a los suyos las ideas de Céspedes acerca de la bandera, ya había planeado la confección de la bandera cuyos colores y forma fueron ideas del Padre de la Patria. Pronto se dio a la tarea toda la familia de confeccionar la venerable enseña, que difería de la de Narciso López por no recordar bien los patriotas del 68, la distribución de las franjas y el triángulo rojo, que el 19 de mayo de 1850 había ondeado victoriosa en las calles de Cárdenas. Pero de pronto, se dio cuenta Fígueredo que le hacía falta una abanderada y tropezando su mirada en ese momento con la de su hija “Canducha”, le preguntó:
-“¿Te atreves a ser la abanderada que el día 18 recorrerá las calles de Bayamo?”
Al oír aquella pregunta, se puso en pie y respondió:
-“Nada me haría más feliz que dar mi vida y mi sangre por la redención de la Patria”.

## Mambisa hasta el final de sus días
Candelaria Figueredo, tierna niña en la aurora de “La Demajagua”, fue mambisa más tarde que sufrió penalidades sin cuento, vagando durante mucho tiempo, unas veces sola y otras en unión de sus hermanos por montes y sabanas, hasta que fue presa y sujeta a largo cautiverio en el fuerte “Zaragoza” de Manzanillo, pudiendo al fin lograr que la pusieran en libertad y le permitieran embarcar para los Estados Unidos. Allí vivió mientras Cuba estuvo bajo la soberanía de España, regresando entonces a la Patria, para residir en La Habana, hasta su muerte ocurrida el 20 de enero de 1924.
- Datos: Q5031653